# Tibia
Tibia é um jogo eletrônico de RPG multijogador (MMORPG) gratuito, desenvolvido pela CipSoft. Criado em 1997, é um dos jogos mais antigos do gênero. Nele, os jogadores podem desenvolver as habilidades de seus personagens, buscar tesouros, resolver enigmas e explorar áreas como cidades, masmorras, florestas, desertos, ilhas, praias, minas, etc. Os personagens podem disputar lutas entre si ou com criaturas, tais como monstros, dragões, demônios, orcs, utilizando armas e magias, enquanto os NPCs não podem ser atacados.
Ao iniciar o jogo, o seu avatar começa na ilha de Dawnport, uma ilha onde todo jogador deve permanecer até desenvolver habilidades necessárias para o progresso e sobrevivência nos outros mapas do jogo. Quando o jogador atinge o nível 8, ele pode, opcionalmente, escolher a sua vocação e deixar a ilha. Em Dawnport, o jogador familiariza-se com o jogo e aprende muitas coisas sobre o mundo de Tibia, como magia ou usar flechas e espadas.
O jogo foi desenvolvido utilizando a linguagem de programação C++ em ambas versões de Windows e GNU/Linux.

## História
A história começou no outono europeu de 1995 quando três estudantes (os alemães Stephan Börzsönyi, Ulrich Schlott e Stephan Vogler), que enxergavam o grande potencial que a internet poderia vir a ter, tiveram a ideia de criar um RPG online. Contudo, eles desejavam que o jogo deles possuísse uma interface gráfica, diferentemente dos vários Multi-user dungeons baseados em texto da época. Guido Lübke começou como um jogador normal, e em 1999 se juntaria aos três como o quarto oficial executivo do jogo.

### O jogo
A partir de 1996 começaram a surgir os primeiros planos concretos para o jogo. Foi escrita a programação básica para a rotina de manuseio de objetos, foi utilizado o editor MudEdit para o desenho dos níveis, itens, e personagens; e foi testado o protocolo TCP/IP para a comunicação entre o servidor e o jogo. Em agosto do mesmo ano se havia um servidor rodando em Linux e um cliente do jogo rodando em Windows, e já era possível movimentar um personagem ao longo dos níveis. Grande parte dos gráficos usados nos cenários do jogo era similar ao do jogo Ultima VI.
O desenvolvimento do jogo no início se deu basicamente nas horas livres dos quatro criadores. A longo do outono europeu de 1996, Tibia foi ganhando novas funcionalidades: como nomes individuais aos personagens, a habilidade deles pegarem, moverem ou largarem itens, e a habilidade de conversarem uns com os outros.
No natal de 1996, foi implementada no jogo a habilidade de se usar itens, e a funcionalidade de gerenciamento de contas dos usuários. Também foi criada a primeira versão do site do Tibia. Para os criadores de Tibia, estava assim tudo pronto para o lançamento do jogo, o qual ocorreu em 7 de janeiro de 1997. O servidor do Tibia se localizava, nessa época, na Universidade de Ratisbona, e o nome da primeira versão foi Alpha 1.0.

### Os primórdios

#### Versão 1.x
Inicialmente apenas poucos usuários vieram ao jogo porque os únicos anúncios para ele eram algumas entradas em motores de busca. O primeiro jogador, chamado Albe, veio em 10 de julho de 1997, o qual foi recebido com entusiasmo pelos criadores no jogo.
Ao longo dos próximos meses o desenvolvimento de Tibia continuou, o jogo recebeu o seu primeiro NPC (Sam, presente no jogo até hoje na cidade de Thais), os seus primeiros monstros (trolls, spiders e cyclops; também ainda presentes no jogo) e papeis dentro do jogo nos quais podia se escrever mensagens permanentes. Além disso foi introduzida graficamente a terceira dimensão no jogo. Devido a todas essas novas funcionalidades, a versão do jogo foi atualizada para Alpha 2.0 em 3 de junho de 1997.

#### Versão 2.x
Nas férias  de verão de 1997 dos criadores, Tibia fez mais avanços: eventos dependentes do tempo, a habilidade de se agrupar alguns dos itens iguais entre si, um sistema de pesca, um mapa automático na tela, habilidade de se movimentar em todas as três dimensões, a introdução de períodos de dia e de noite (um dia completo durava uma hora, o que permanece até hoje).
Nessa época, o mapa do jogo, que era de 160 por 160 quadrados, foi substituído por um de 512 por 512. Esse novo mapa continha as primeiras construções da cidade de Thais: o templo, a taverna de Frodo (outro NPC), a loja de equipamentos do NPC Gom, e a loja de armamentos do NPC Sam. Também foram adicionadas várias cavernas com tipos novos de monstros. Tais mudanças fizeram com que a versão do jogo fosse atualizada para Alpha 3.0 em 28 de outubro de 1997.

#### Versão 3.x
Nesse ponto, o número de jogadores ao redor do mundo se juntando ao jogo crescia, sendo a maior parte deles da Alemanha. Com isso, também começaram a surgir os primeiros fã sites de Tibia; o primeiro deles foi conhecido como Yorin's Tibia Homepage (lançado em 2 de julho de 1998).
Enquanto isso, os criadores desenvolveram mais funcionalidades para Tibia: um sistema de magias, foram introduzidas as vocações dos personagens e as suas respectivas habilidades de lutas (pontos de skill), foi implementado o sistema de correios no jogo (o assim chamado Royal Tibian Mail, com o qual os jogadores agora poderiam enviar cartas e itens entre si), e o sistema de depot (depósito em Português), no qual os jogadores poderiam então guardar os seus itens extras em um local seguro.
Nessa altura, Tibia, ao ver de seus criadores, havia já amadurecido bastante. Então decidiram mudar a fase de desenvolvimento do jogo de alpha para beta, surgiu assim a versão 4.0 Beta.

### O crescimento do jogo

#### Versão 4.x
As atualizações foram recebidas com satisfação pelos jogadores. As pessoas passaram a ficar mais tempo online no jogo, e assim sempre havia alguém dentro do jogo todo o tempo. O servidor se tornou insuficiente para toda essa atividade, então os criadores compraram um servidor na Universidade de Passau (Alemanha), o qual começou a rodar o jogo em 2 de julho de 1998.
Com o rápido crescimento do jogo, o seu código fonte foi tornando-se ineficiente e instável, e era bem difícil adicionar novas funcionalidades sem acabar adicionando junto novos defeitos. Então os criadores decidiram reescrever completamente o código do servidor, o que levou quase um ano. Em 18 de junho de 1999, com o novo servidor, foi lançada a versão 5.0 Beta do jogo.

#### Versão 5.x
Diversas melhorias foram adicionadas ao jogo com o auxílio dos jogadores, entre elas: um mapa ainda maior (1024 por 1024 quadrados), o desenho de novas áreas, o desenho de novos itens, escrita de histórias sobre o mundo de Tibia. Também foi conferido a alguns jogadores de confiança cargo de gamemasters, para ajudarem a manter a ordem dentro do jogo.
O número médio de jogadores era cerca de 50 no verão europeu de 1999, e cresceu para cerca de 150 na mesma época do ano de 2000; o que fez de Tibia, na época, o maior RPG online na Alemanha.
Ao longo do ano de 2000 foram feitas diversas mudanças nas regras do jogo. Também foi introduzida Rookgaard, uma ilha onde os novatos poderiam aprender o básico do jogo antes de irem ao continente principal do jogo. Frente a todas essas mudanças e da necessidade de Tibia possuir um visual próprio, em vez dos gráficos que lembravam outros jogos do gênero, o jogo foi atualizado para a versão 6.0 Beta em 3 de novembro de 2000.

#### Versão 6.0
Houve poucas inovações técnicas, porém a atualização trouxe mudanças drásticas no visual do jogo. Com a ajuda de diversos artistas voluntários, da própria comunidade de jogadores, foram desenhados novos gráficos para substituir todos os gráficos antigos que lembravam os de outros RPG's, fazendo com que Tibia tivesse o seu próprio estilo.
A página oficial de Tibia foi reestruturada, ganhando assim um novo visual e novas funcionalidades: as notícias das últimas informações a respeito do jogo, e o lançamento dos fóruns oficiais do jogo (onde qualquer um que possuísse um personagem em Tibia poderia postar).
Houve algumas mudanças no cliente do jogo: um mecanismo que impede que vários clientes sejam abertos no mesmo computador, a possibilidade de se usar na lista de jogadores ignorados os wildcards * (que significa uma seqüência qualquer de vários caracteres) e ? (que significa um único caractere qualquer), a senha (por razões de segurança) não podia mais ser salva nas preferências, e uma nova técnica de comunicação com o servidor para reduzir os screen-bugs (defeitos de tela).
Além disso, devido ao fato de que nessa época os quatro criadores estavam quase concluindo os seus estudos na Universidade de Passau, eles tiveram de procurar um novo lugar para o servidor do jogo. Eles fizeram uma parceria com a Gameloft, que em retorno da hospedagem teve o seu banner de anúncios posto no site oficial de Tibia.
Logo após alguns dias depois do lançamento dessas atualizações, foi lançada em 7 de novembro de 2000 a versão para Linux do cliente para o Tibia 6.0 Beta.
O número de jogadores foi crescendo, e mais uma vez foi quebrado o recorde de jogadores online. No dia 19 de novembro de 2000 foi atingida a marca de 300 jogadores dentro do jogo.
Nesse ponto, devido às últimas atualizações, Tibia já havia consolidado muitas das características de um jogo online de RPG e havia ganhado um estilo próprio, o que fez com que o jogo terminasse a sua fase beta de desenvolvimento.

### Após a fase beta
A partir daí, as mudanças foram bem mais graduais, não havendo tantas mudanças bruscas no jogo quanto nos estágios anteriores do desenvolvimento, e a maior parte das atualizações se centrava mais em mudanças no servidor do que no cliente.

#### Versão 6.1
Em 23 de dezembro de 2000 foi lançada a atualização de Natal, como um presente para a comunidade tibiana. A partir desse ponto, se tornou uma constante no jogo o lançamento de atualizações nessa época. A principal mudança que veio foi um aumento do mapa do jogo juntamente com o lançamento de novas áreas.
Foi ampliada a ilha dos iniciantes (Rookgaard). Os novos lugares introduzidos foram: a montanha dos Dwarfs (Big Old one), os pântanos (Green Claw Swamp), o deserto (Jakundaf Desert), as colinas ao norte da montanha dos Dwarfs e a fortaleza dos orcs (Orc's Fortress). Nessas áreas também foram postos novos monstros.
Houve algumas pequenas mudanças técnicas: agora cem moedas de ouro poderiam ser trocadas por uma de platina, as escadas não mais desapareciam se fossem jogados itens sobre elas, as criaturas venenosas (cobras, aranhas venenosas, vespas e escorpiões) passaram a de fato poderem envenenar (sendo o efeito do veneno mais forte no início e decaindo com o tempo), e não era mais possível empurrar outros jogadores para buracos e campos mágicos (fogo, eletricidade ou veneno).
O curso universitário dos quatro criadores estava chegando cada vez mais perto de seu final, até então eles administravam Tibia em suas horas livres, porém com o término do curso julgavam que era a hora de encontrar um emprego, e eles estavam preocupados pois temiam que talvez não houvesse mais tanto tempo para se dedicar ao jogo. Eles estavam pensando na possibilidade de trabalharem em tempo integral com o Tibia e em começarem a rodar o jogo comercialmente. Depois de uma conversa com os jogadores nos fóruns do jogo, decidiram continuar levando Tibia adiante dessa forma.
Tibia continuava crescendo, e seis meses após o lançamento da versão 6.1 o número de jogadores tinha dobrado. Contudo, a Gameloft cancelou o seu serviço de hospedagem, e os criadores tiveram de procurar novamente um novo servidor para o jogo. Então eles próprios compraram um servidor para o jogo, o qual começou a operar em 22 de maio de 2001. Com a saída do patrocínio da Gameloft, o novo patrocinador do site passou a ser a 4Players.

#### Versão 6.2
Em 10 de junho de 2001 o jogo foi atualizado mais uma vez. Foram lançadas várias novas áreas: as Ice Islands (ilhas de gelo), as cidades de Ab'Dendriel, Kazordoon e Carlin, assim como algumas mudanças nas áreas antigas. Também, a partir  desse ponto, tornou-se possível escolher entre essas três cidades ou Thais como a cidade natal do personagem. No mês seguinte, o jogo já havia atingido a marca de 600 jogadores online, o novo recorde.
No dia 21 de julho do mesmo ano, foi introduzido o sistema de contas, onde cada jogador agora teria uma conta na qual estariam todos os seus personagens.
Nessa época, estava se discutindo com os jogadores a possibilidade de que, quem desejasse, contribuísse em dinheiro para os gastos com o desenvolvimento do jogo, tendo em troca algumas funcionalidades extras. De acordo com uma pesquisa feita, 40% dos jogadores se demonstraram interessados em pagar uma pequena taxa pelo jogo.

#### Versão 6.3
Em 24 de setembro de 2001 essa atualização foi lançada com o objetivo de dar aos gamemasters mais possibilidades de ajudar os jogadores.
Foi criado o criminal record, um registro de violações que teriam os jogadores que foram banidos por transgredirem as regras do jogo. Com essa atualização, foi inserida uma interface na página das contas dos jogadores onde eles poderiam escrever uma reclamação formal se recebessem uma punição dos gamemasters. Foi criada a posição de counsellor (conselheiro), os quais seriam apontados pelos gamemasters e agiriam como seus assistentes (fazendo investigações e reportando violações das regras), os counsellors também receberam a função de responder a questões sobre o jogo e de ajudar os jogadores novatos.
Em 16 de outubro foi oficialmente proibido no jogo o uso de macros (programas para realizar automaticamente a certas tarefas).

### Profissionalização e comercialização do jogo
Em 2 de novembro de 2001 foi anunciada a fundação da empresa CipSoft pelos quatro criadores do jogo, dando um caráter oficial à produção do jogo. Também foi anunciado de que as Premium Accounts, a versão paga do jogo, seria lançada em alguns dias.

#### Versão 6.4
Nessa mesma data foi lançada a versão 6.4. Ela basicamente introduziu as mudanças necessárias para a implementação das Premium Accounts. Foi lançada a ilha da cidade de Edron, a qual é de acesso exclusivo a quem possui a Premium Account; bem como os barcos necessários para se chegar até ela. Foram introduzidas nas cidades casas que poderiam ser alugadas pelos jogadores com Premium Account. Além disso, também foram inseridos novos monstros e magias (algumas dessas coisas para todos e outras para os jogadores pagos).
Em 5 de novembro de 2001 foram lançadas as Premium Accounts, agora os jogadores tinham a possibilidade de comprá-la e usufruir as vantagens introduzidas na atualização. O primeiro jogador a adquirir uma foi Flattery, o qual no dia seguinte recebeu uma homenagem e um presente no castelo da ilha de Edron.
A fim de se melhorar a performance do jogo, em 20 de novembro foi instalado um segundo servidor, um seria apenas para o jogo, e o outro apenas para o site do Tibia. Isso fez com que diminuíssem os lags no jogo e que fosse possível aumentar o limite de jogadores. Na época, o limite de jogadores era de 600, a partir de agora, quando esse limite fosse atingido apenas os jogadores com Premium Accounts poderiam entrar no jogo.

#### Versão 6.5
Lançada em 19 de dezembro de 2001, o objetivo principal dessa atualização foi aumentar o limite máximo de jogadores online. Para isso, foi lançado um novo mundo de jogo (nomeado de Nova), que se juntou ao já existente (Antica). Ambos os mundos têm exatamente a mesma aparência, as mesmas regras e o mesmo limite de jogadores, a diferença é os personagens que foram criados em cada um (cada personagem pertence a apenas um mundo e não pode mudar de mundo).
Também foram feitas algumas mudanças no mapa do jogo: novos lugares foram adicionados em Fields of Glory e em Ice Islands, e foi lançada uma nova ilha (hoje conhecida como Cormaya) próxima a Edron.

#### Versão 6.6
Essa atualização, lançada em 18 de fevereiro de 2002, trouxe oficialmente ao jogo o sistema de guildas (ou clãs). Os jogadores com Premium Account poderiam fundar guildas e/ou serem líderes ou vice-líderes das mesmas, e qualquer jogador convidado pelos líderes ou vices poderia se juntar ao clã.
Também foi introduzida nessa atualização uma promoção para cada uma das vocações, a qual poderia ser obtida por jogadores com Premium Account com nível 20 ou mais, após um pagamento de uma taxa em dinheiro do jogo. A promoção apresentava as vantagens de o personagem poder adquirir uma magia exclusiva à sua vocação promovida, uma velocidade maior na regeneração de pontos de vida e de magia, e uma perda menor de experiência, itens e habilidades quando morria. O algoritmo do movimento e luta dos monstros foi alterado, melhorando assim a sua inteligência artificial.
Em 3 de abril seguinte, foi lançado o terceiro mundo de jogo: Premia. Ele possuía as mesmas características dos outros dois, exceto pelo fato de apenas jogadores com Premium Accounts poderiam se juntar a este.
No dia 14 de junho do mesmo ano foi lançada uma atualização nos mapas: o continente desértico de Darama, com oásis, pirâmides e ruínas assombradas, onde apenas os jogadores premium poderiam visitar; e na área gratuita as áreas de Plains of Havoc e Kazordoon foram revisadas, sendo adicionada a essa última uma ampliação nas minas dos dwarfs.

### Novo cliente (sétima versão)
Em 28 de agosto de 2002, após um longo período de desenvolvimento e testes, foi lançado o novo cliente do Tibia. Ele apresentava agora o suporte a DirectX, tornando possível a rolagem suave da tela de jogo, efeitos de luz e sombra, e efeitos de animação mais complexos.

#### Versão 7.0
As novas funções que vieram com o novo cliente e a atualização incluíam:
- diferentes canais de bate-papo no jogo, anteriormente apenas havia um
- um sistema de troca segura de itens, agora ambos os jogadores para trocarem ou comercializarem itens abriam uma janela de troca, e ambos deveriam aceitar a troca para que ela ocorresse; anteriormente ambos os jogadores tinham de pôr os itens no chão e o sucesso da troca poderia se comprometer se uma das partes resolvesse pegar todos os itens para si
- uma lista VIP, onde cada um poderia se adicionar jogadores de seu interesse, e saber se eles estavam online ou não
- um programa de instalação para o Tibia, anteriormente o jogo vinha em um arquivo zipado ou em um instalador que tinha de ser rodado em DOS
- uma funcionalidade de atualização automática do cliente, antes era preciso baixar o programa do site a cada atualização

Contudo a nova versão trouxe um defeito (removido imediatamente após ter chegado ao conhecimento da CipSoft) que permitia os jogadores duplicarem itens. Isso forçou a deleção de várias contas, por abusarem do defeito e a reinicialização de todos os mundos para o estado anterior ao do problema.
Em 7 de outubro de 2002 foi lançado o quarto mundo de jogo: Amera. Este mundo, ao contrário dos outros três, se encontrava nos Estados Unidos em vez da Alemanha. Ele foi lançado com o objetivo de fazer com que os jogadores da Austrália e das américas tivessem menos problemas na conexão do jogo, uma vez que o servidor desse mundo se localizava mais perto deles.
No dia 4 de novembro seguinte, surgiu um novo mundo com um novo sistema de jogo: Secura, um mundo non-PvP. Isto significa que neste mundo não era possível aos jogadores atacar outros jogadores ou monstros invocados por jogadores, ao contrário dos outros quatro mundos (normal PvP) onde, na época, não havia restrições para isso.
Devido ao grande sucesso do mundo de Amera, foi lançado em 14 de novembro mais um mundo nos Estados Unidos: Libera, um mundo de normal PvP. Os mundos na Alemanha também estavam ficando lotados, então em 10 de dezembro de 2002 foi lançado lá mais um mundo com PvP normal: Lunara.

#### Versão 7.1
Em 17 de dezembro de 2002 foi lançado outra atualização de natal. Foi lançada a cidade de Venore, e postas mais áreas de caça em Rookgaard, e a partir de agora para sair de Rookgaard e ir ao continente principal era preciso falar com um oráculo ao atingir o nível 8, em vez de usar um transportador nesse nível. Também se tornaram disponíveis anéis e amuletos mágicos, com diversos efeitos especiais.
Para ajudar os gamemasters a combaterem comportamentos destrutivos, a partir de agora todas as mortes dos personagens dos jogadores passaram a ser registradas por hora e razão. Também passou a ser possível os jogadores abrirem canais de chat particulares para conversar com outros jogadores. Foram lançados no jogo o Papai Noel e as árvores de natal, que estariam presentes no jogo sempre na época natalina.
A popularidade do jogo continuou subindo, no natal de 2002 a média de jogadores online era de 3.000 enquanto que em junho de 2003 ela já era de 8.000 Devido ao crescimento do número de mundos e de jogadores, os quatro fundadores da CipSoft precisaram contratar funcionários e se mudarem para um novo escritório.
Nesse meio período, foram lançados quatro novos mundos: Eternia, Trimera, Danubia e Calmera; sendo este último o segundo mundo non-PvP.
Em agosto foi apresentada uma nova funcionalidade aos jogadores com Premium Accounts, a "personalização da conta". Com ela, os jogadores criariam um vínculo definitivo com suas contas entrando com os seus dados pessoais na conta, assim eles sempre serão capazes de provarem que são os legítimos donos da conta, caso a percam. Quem personalizasse a conta também recebe uma recovery key, um código que permite que a conta seja recuperada automaticamente.
No dia 3 de setembro de 2003 foi lançada na ilha de Rookgaard uma área exclusiva para jogadores premium.
Na noite do dia 17 de setembro para o dia 18 de setembro, um dos servidores de Tibia foi hackeado, fato único até hoje. O invasor teve acesso à base de dados central, e importantes informações foram manipuladas e copiadas. Então, a CipSoft teve de suspender completamente todo o serviço do jogo por cinco dias, ela mudou importantes partes de sua estrutura de informação para melhorar a segurança, e reinicializou todos os mundos para o estado anterior ao do ataque. Uma vez que o invasor teve acesso às senhas e recovery keys dos jogadores, todas elas tiveram de ser mudadas e enviadas por e-mail a eles.
Ao longo do segundo semestre do ano, foram sendo lançados novos mundos normal PvP: Isara, Rubera, Julera, e Valoria.

#### Versão 7.2
Essa atualização foi lançada em 16 de dezembro de 2003. Ela apresentou diversas inovações:
- As Ghostlands, uma área assombrada perto da cidade de Carlin
- Novos visuais para os personagens, disponíveis apenas a quem tem a Premium Account
- Os monstros se tornaram mais espertos, e passaram a usar novas técnicas de combate
- Foi introduzido um sistema de reputação em todos os mundos onde era permitido o combate de jogador contra jogador, onde-se marcava com uma caveira quando um jogador atacava o outro.
- Surgiu o sistema de tutores, onde jogadores que gostam de ajudar os outros com o jogo poderiam obter essa posição, desde que atingissem a determinados requerimentos e passassem em uma prova especial
- Foi lançado um novo canal de chat no jogo, o help, no qual os jogadores poderiam obter ajuda dos tutores ou outros jogadores experientes
- Monstros e jogadores passaram a poder se movimentar diagonalmente
- Jogadores online inativos por mais de quinze minutos agora eram desconectados automaticamente
- Foi lançado um sistema de quests, no qual a partir de agora cada personagem de fato ganharia prêmios depois de uma quest,e poderiam ganhar apenas uma vez por quest

Um pouco mais adiante, foi introduzido o sistema de banimento automático para os jogadores que matavam excessivamente outros personagens.
Ao longo dessa versão foram lançados mais onze mundos: Hiberna, Solera, Titania, Azura, Chimera, Pacera, Harmonia (sendo estes dois últimos mundos non PvP), Aurea, Samera, Aldora, Mythera

#### Versão 7.3
Essa atualização, lançada em 11 de agosto de 2004, apresentou a nova cidade de Ankrahmun, que ficava no deserto de Darama. Foi implantado um sistema automático de controle de spam, e a habilidade de comprar ou vender vários itens ao mesmo tempo nos NPC's.
Em 16 de setembro de 2004 foi lançado o primeiro mundo em um servidor localizado no Brasil: Tenebra (normal PvP). No mesmo dia foi lançado o mundo de Galana (normal PvP, Alemanha).
No dia 28 de outubro foi lançada a moeda de cristal, a qual valia 100 moedas de platina.
Ao longo dessa versão também foram lançados mais quatro mundos Fortera, Lucera, Pythera, e Celesta; sendo este último um mundo non-PvP.

#### Versão 7.4
Nesta atualização, lançada em 14 de dezembro de 2004, foram implementadas novas quests e cavernas no continente de Darama, foi introduzido o acontecimento aleatório de invasões de monstros em uma cidade, foi criada para os jogadores gratuitos uma fila de espera para entrar no jogo para quanto este tivesse atingido o limite máximo de jogadores (anteriormente tais jogadores tinham de tentar várias vezes, quando o jogo estava lotado, antes de conseguir entrar nele), também foi implementada barras de progresso nas habilidades (o que fez com que agora fosse possível saber o quanto falta para se avançar em um determinado skill).
No dia 1 de fevereiro de 2005 ocorreu um fato chocante para a comunidade de Tibia: pela primeira, e até então única, vez um gamemaster foi demitido. Ele havia vendido a sua conta de gamemaster a outros jogadores, os quais prejudicaram a comunidade. A CipSoft não teve outra escolha senão deletar a conta dele e a de todos os que colaboraram com isso. A CipSoft também revisou as punições imposta por esse gamemaster, e anunciou que lamenta o incidente e que ela e a comunidade de gamemasters sempre cuidam sinceramente das necessidades dos jogadores.
Ainda em fevereiro, ocorreu um uma punição em massa contra jogadores que compartilhavam suas contas (uma violação séria das regras do jogo). Vários jogadores, incluindo diversos com um nível alto, tiveram as suas contas suspensas ou deletadas.
Em 6 de abril de 2005 Tenebra, o único mundo em um servidor no Brasil, foi movido para os Estados Unidos. A razão foi de que o servidor não era capaz de fornecer uma conexão aceitável que permita jogar sem problemas, e a CipSoft não conseguiu encontrar no Brasil um outro servidor que atendesse às suas exigências técnicas para rodar o jogo.
Ao longo dessa versão, foram lançados mais 30 mundos de jogo: os de normal PvP Arcania, Jamera, Pandoria, Shivera, Danera, Elera, Iridia, Morgana, Selena, Silvera, Zanera, Empera, Nebula, Saphira, Shanera, Berylia, Grimera, Balera, Furora, Neptera, Thoria, Elysia, e Xantera; os de non-PvP Guardia, Honera, Luminera, e Refugia; e mais dois do novo tipo PvP-enforced (sem qualquer restrição quanto a matar outros personagens) Dolera e Inferna.

### Fatos recentes

#### Versão 7.5
Lançada em 9 de agosto de 2005, esta atualização trouxe uma nova área para jogadores premium: a selva de Tiquanda juntamente com a nova cidade de Port Hope nela. A selva apresentou vários novos gráficos e novas raças de monstros (dworcs, lizards e apes). Para os jogadores gratuitos, também foi implementada uma nova área: a Dark Cathedral.
Também foram introduzidas mudanças a fim de dificultar a trapaça no jogo:
- Para combater o uso de macros foram introduzidos os soul points (pontos de alma); os jogadores agora gastavam eles toda a vez que criavam uma runa mágica e esses pontos só podiam ser recuperados dormindo ou caçando monstros. O objetivo dessa mudança foi o de se combater àqueles que deixavam seus personagens parados por diversas horas com um programa (ilegal, pelas regras do Tibia[80]) que criava runas automaticamente enquanto que o jogador ficava longe do computador.[81]
- Agora passaram a ser necessárias iscas para se pescar, não apenas uma vara.
- Se um monstro fosse guiado até longe de seu lugar original, ele simplesmente desapareceria a partir de então; isso foi para evitar que certos jogadores fortes levassem e deixassem monstros poderosos em áreas onde costumam ficar os jogadores mais fracos.
- Os móveis para as casas passaram a virem desmontados dentro de pacotes, os quais poderiam ser carregados no inventário dos jogadores e montados dentro de suas respectivas casas. Anteriormente os móveis vinham inteiros, e tinham de ser arrastados até as casas (dando assim um risco de que outro jogador os roubassem ou os quebrassem).

Em 12 de agosto foi introduzida a posição de Senior Tutor, dada a tutores de longa data. Estes possuíam a habilidade de reportar à CipSoft mensagens e tópicos nos fóruns que violassem as regras.
Ao longo dessa versão foram lançados mais 4 mundos de normal PvP: Askara, Malvera, Obsidia e Vinera.

#### Versão 7.6
Nessa atualização, implementada em 12 de dezembro de 2005, grande parte dos gráficos do jogo foram substituídos por novos: barcos mais detalhados, montanhas irregulares (em vez de quadradas), bordas animadas de rios e oceanos, etc. Os efeitos de luz foram melhorados, fazendo com que agora o cenário pudesse ser iluminado por luzes de diferentes cores (não mais apenas branca).
Como um primeiro passo para revisar o balanço entre as vocações do jogo, também foram introduzidas as seguintes mudanças:
- Os pontos de magia agora regeneravam quatro vezes mais rápidos, dando maior flexibilidade no uso de certas magias
- Quase todas as magias instantâneas mantiveram o mesmo número de pontos de magia necessários para o seu uso, enquanto que as demais (que criam runas ou outros itens) aumentaram em até quatro vezes os pontos de magia necessários
- A partir de agora, passou a ser necessário ter um certo nível para usar cada magia, anteriormente os druidas e sorcerers podiam usar algumas de suas melhores magias não muito depois de terem saído de Rookgaard (o que, de acordo com a CipSoft, representava um desbalanço já que seria fácil demais considerando o poder dessas magias)
- Para ajudar os druidas e sorcerers, principalmente os de baixo nível, a caçar foram introduzidas as wands e as rods, que são itens mágicos que lançam ataques mágicos à distância

Com essa atualização, o cliente do Tibia para Linux passou a não mais estar disponível, fazendo com que os jogadores usuários de Linux tivessem de usar algum tipo de emulador para rodar o jogo (como o emulador Wine).
Contudo, no dia seguinte à atualização houve um grande problema técnico e todos os mundos tiveram de ser reinicializados para o estado do dia anterior.
No dia 17 de janeiro de 2006, a CipSoft anunciou que se mudou para um escritório maior, como parte de sua estratégia de expansão, e que no momento já era composta por 22 pessoas trabalhando ativamente.
Em 28 de fevereiro foi anunciado que a parceria de vários anos com a 4Players havia chegado ao seu fim.
Não muito depois, foi estabelecido o atual recorde de jogadores online: 54.748 jogadores em 18 de março.
Na data de 16 de maio de 2006 foi oficialmente extinta a posição de counsellor, sob a justificativa de que os senior tutors já realizavam a maior parte das tarefas dos primeiros.
Ao longo dessa versão foram lançados mais oito mundos de normal PvP:Balera, Furora, Neptera, Thoria, Kyra, Ocera, Keltera, Xerena.

#### Versão 7.7
No dia 17 de maio de 2006 foi apresentada essa atualização. Ela trouxe ao cliente o suporte ao, além do já usado DirectX 5, DirectX 9 e ao OpenGL; com o objetivo de aumentar a compatibilidade do jogo com diferentes placas de vídeo.
Em adição à lista de jogadores ignorados, foi introduzida uma lista branca (a lista de jogadores dos quais sempre poderia se receber mensagens, independentemente dos demais ajustes). Além disso, foi incluída a opção de se mostrar ou não na tela principal de jogo as mensagens particulares recebidas (anteriormente alguns reclamavam que as mensagens recebidas durante situações difíceis do jogo atrapalhavam a visão).
A partir de agora a senha para entrar no jogo passou a ser criptografada. Para se tentar melhorar as qualidades das mensagens escritas no jogo, os senior tutors ganharam a habilidade de reportar a CipSoft sentenças ditas nos chats públicos que violassem as regras.
Contudo alguns jogadores passaram a experienciar problemas com essa atualização, como passar a terem lags (latências) e não poderem mais usar o modo full screen (tela cheia) de jogo. Para tentar sanar esses problemas foi lançada no dia 31 de maio a atualização menor 7.71.
Após o lançamento da versão 7.71, um defeito com os mapas carregados na pasta Tibia, mostrou que era necessária uma nova correção (alguns jogadores viam no mapa automático um lugar diferente de onde realmente estavam). Foi então lançada, no dia 9 de junho, a versão "7.72" juntamente com uma ferramenta para eliminar os arquivos de extensão ".map" que possuíam o defeito.
No dia 13 de julho, após um pouco mais de um ano sem o lançamento de nenhum novo mundo non-PvP, foram apresentados mais dois do gênero: Candia e Menera; completando o atual total de 72 mundos de jogo no Tibia.

#### Versão 7.8
Lançada no dia 1º de agosto de 2006, esta atualização trouxe ao jogo novas áreas, novas roupas e algumas inovações técnicas.
Foi lançado a oeste the Tiquanda o arquipélago de Shattered Isles (Ilhas Fragmentadas, ao pé da letra). Elas consistem de 12 ilhas, e são de acesso exclusivo aos jogadores com premium account. Inicialmente apenas duas delas se encontram abertas, porém esses jogadores podem destravar os acessos para as outras ilhas completando certas quests.
A maior delas se chama Vandura, e contém a nova cidade de Liberty Bay. Os habitantes dessa ilha são humanos pacatos, alguns dos quais podendo até oferecer missões aos jogadores. As mansões desse lugar são influenciadas pela arquitetura vitoriana e é possível alugar casas no local. As ilhas também incluíram várias novas áreas de caça e novos monstros.
Além dessas mudanças no ambiente do jogo, as mudanças técnicas apresentadas foram:
- Apenas o personagem que infligiu o maior dano em um monstro poderá a partir de então coletar os itens que vieram no monstro, eles poderão fazer isso em no máximo dez segundos após a derrota da criatura (tempo no qual ninguém mais pode abrir o corpo do monstro ou movê-lo). Se este personagem pertencer a uma equipe de jogadores (o assim chamado party mode), os componentes da equipe também poderão abrir o corpo do monstro. A mudança se deve porque anteriormente vários jogadores reclamavam por causa de pessoas que pegam os itens de inimigos que outros derrotaram.
- Foi adicionado um novo elemento na barra de habilidades do personagem: a stamina (que em português é algo como "resistência física"). A medida com que um personagem caça, sua stamina irá diminuindo; e depois que ela acabar, não ganharão mais pontos de experiência a medida que caçam, até que possuam novamente stamina o bastante. No total, a stamina completa dura 42 horas consecutivas; ela é regenerada quando o personagem está fora do jogo (recuperar-se-á 1 minuto dela para cada 2 minutos fora do jogo), e nas 14 horas finais dela o jogador receberá apenas metade dos pontos de experiência normais. Esta mudança se deu para dificultar o compartilhamento de contas; falta grave, de acordo com as regras do jogo,[67] onde várias pessoas se revezam para deixar um personagem ativo por 24 horas por dia para que ele ganhe mais experiência.
- Também passou a ser possível mirar em jogadores ataques mágicos de runas através da janela de batalha (que contém o nome de todos jogadores e monstros próximos). Antes isso não era possível, porém a mudança será feita para tornar obsoletos os programas (ilegais, de acordo com as regras de Tibia[80]) que miravam automaticamente as runas.
- Uma outra funcionalidade trouxe mais flexibilidade ao uso de itens. Passou a ser possível configurar teclas ou combinação de teclas para fazer que um determinado item seja usado, e também configurar qual será o alvo onde o item será usado.
- Para acabar com o congestionamento de personagens querendo usar um barco, a partir de então tornou-se possível pedir para o capitão do mesmo transportar para um determinado local quando ele está falando com outra pessoa.
- Foram adicionada uma função que permite o jogador controlar a luminosidade da tela de jogo, e uma outra função para escolher poder mostrar na janela de mensagens o nível do personagem que está falando.

Contudo, 2 dias após o lançamento dessa nova versão chegou ao conhecimento da CipSoft que havia um defeito no jogo que permitia aos jogadores "criarem" dinheiro do jogo. Para que o defeito pudesse ser fixado, todos os servidores foram desligados no decorrer do dia. Alguns jogadores abusaram do defeito e foram severamente punidos, devido ao sucesso das investigações não foi preciso reinicializar nenhum mundo e todo o dinheiro criado foi apagado.
Alguns outros defeitos vieram com a atualização, por exemplo: os dias restantes de Premium Account não eram exibidos na tela do cliente para alguns jogadores; era possível curar monstros usando runas em mundos do tipo non-PvP (normalmente, isso é apenas possível em mundos dos outros tipos); e havia um lugar em uma das novas ilhas, Goroma, que quando o jogador pisava nele ele era desconectado do jogo e, quando voltava, descobria que havia morrido e perdido todos os items consigo. Para corrigir a esses defeitos, em 29 de agosto foi lançada a atualização menor 7.81.
No mesmo dia, 140 contas do jogo foram deletadas por abusarem de uma fraqueza do jogo conhecida por "chargeback". Ele constitui no seguinte: quando um jogador compra uma Premium Account e não paga por ela ou cancela o pagamento depois da premium ter sido ativada, a sua conta é banida até que seja comprada uma premium grande o bastante para compensar os dias jogados sem pagar por ela; contudo, no instante que ela é ativada a conta se torna ativa novamente, e se o jogador cancelar novamente o pagamento ou não efetuá-lo a conta volta a ser suspensa. Os jogadores deletados usavam isso para jogarem em Premium Accounts sem nunca pagarem por ela.
Em 28 de setembro, cerca de dez meses após o descontinuamento do desenvolvimento do cliente de Tibia para Linux, foi anunciado que uma nova versão dele estava disponível em uma versão beta. O teste público do cliente durou um pouco mais de duas semanas; até que, após a correção de algumas falhas, ele foi lançado oficialmente. Dessa forma, os usuários de Linux não mais precisavam usar um emulador, como o Wine ou o Cedega, para rodar o jogo.
No dia 9 de novembro, foram apagadas cerca de 800 contas que eram usadas para abusar de uma fraqueza do jogo conhecida por magebomb. Ela constituía em desconectar do jogo diversos magos (druidas e sorcerers) em uma certa área; e, quando um jogador forte passava por esse local, os magos eram reconectados ao jogo (em Tibia, um personagem retorna ao jogo no exato local onde saiu) e lançavam nesse jogador um ataque mágico e imediatamente após eram desconectados (era usado um programa automático para realizar tais ações), deixando assim o personagem atacado sem chances de defesa ou de agir. Normalmente um personagem que está atacando ou sendo atacado não pode se desconectar do jogo, até que se passe um tempo após a luta; porém o ataque do magebomb era feito tão rapidamente, que isso acabava burlando tal recurso do jogo. Para resolver esse problema, foi realizada nos servidores uma atualização que eliminou tal vulnerabilidade (os jogadores passaram a poder atacar outros apenas 10 segundos após os entrarem no jogo, a não ser que sejam atacados primeiros).

#### Versão 7.9
Lançada em 12 de dezembro de 2006; esta atualização apresentou novas áreas, revisão de algumas áreas já existentes, e novas funcionalidades.
As casas da cidade de Ab'Dendriel foram remodeladas, fazendo com que suas paredes passassem a ser de material maciço em vez de troncos de árvore. Foram lançadas duas áreas novas: Pits of Inferno (na verdade; um relançamento de uma área removida há anos, que foi revisada e também recebeu inimigos extremamente poderosos); e Dream Challenge (na qual os jogadores devem resolver diversos enigmas para obter seus segredos e tesouros).
Os bancos do jogo passaram a oferecer o sistema de contas bancárias: tornando assim possível que os jogadores acessassem seu dinheiro de qualquer filial do banco, e que pudessem transferir dinheiro entre contas. 
Em 3 de dezembro de 2022 também foi lançado o Quest Log, uma ferramenta que permite aos jogadores acompanhar as quests ativas e concluídas de forma mais organizada. Além disso, passou a ser entregue automaticamente uma bag para personagens após a morte, facilitando o gerenciamento de itens. Ajustes no dano causado por líquidos tóxicos, como o slime, também foram implementados, além de correções gerais de bugs e melhorias na estabilidade do jogo.

#### Atualizações anuais e patches
Desde então, a CipSoft adotou uma política de dois grandes updates anuais, conhecidos como Update de Verão e Update de Inverno, com diversos patches intermediários para correções e pequenos ajustes. Essas atualizações têm focado na expansão de conteúdos, como novas quests, áreas e monstros, além de melhorias na interface e sistemas de combate.

#### Atualização de novembro de 2024
Em 28 de novembro de 2024, foi lançada uma atualização que reformulou as estatísticas de combate, oferecendo informações mais detalhadas e úteis para os jogadores. O Quest Log também recebeu melhorias, ampliando suas funcionalidades e facilitando o acompanhamento das missões.

## Vocações
Existem quatro vocações básicas entre as quais o jogador pode escolher uma para seu personagem:

### Feiticeiro
Sorcerers não são grandemente habilidosos com armas e não levam vantagem em combates corpo a corpo, mas podem ser devastadores com inúmeros tipos de magias e runas de ataque. Sua especialidade é a energia e fogo.

### Druida
Druids são muito conhecidos por seus poderes de cura, e apesar de evoluírem com a mesma proporção dos (sorcerers), não têm a mesma força de magia. Por serem muito semelhante aos sorcerers, os druidas fazem uso das mesmas runas que eles. Sua especialidade é o gelo e terra.

### Paladino
Paladins são grandemente habilidosos em combate à distância e por isto são os melhores arqueiros. Possuem um potencial mágico alto, mas sendo inferior aos magos e superior aos cavaleiros. As armas utilizadas pelos paladinos, são: arcos, flechas, lanças e dardos.

### Cavaleiro
Knights são os melhores no manuseio de armas, sendo fortes e resistentes para combates corpo-a-corpo, com suas habilidades de defesa e ataques armados. Sua evolução na área de magias é a mais limitada e lenta em comparação às demais vocações. As armas utilizadas pelos cavaleiros, são: espadas, machados e clavas.

### Monge
O Monk (Monge) é a quinta vocação introduzida em Tibia, lançada oficialmente em 2025, sendo a primeira nova classe adicionada ao jogo em mais de 25 anos. Esta vocação combina combate corpo a corpo (melee) com habilidades de suporte e cura, utilizando artes marciais e poderes místicos para auxiliar aliados e derrotar inimigos.
O Monk possui um estilo de jogo único, com sistemas próprios como Harmony (Harmonia), que permite acumular energia ao usar habilidades ofensivas para depois aprimorar feitiços; Virtues (Virtudes), que concedem bônus passivos variados conforme o estilo de jogo escolhido; e Serene (Sereno), uma mecânica que aumenta o poder do Monk quando está sozinho ou com poucos inimigos próximos, incentivando tanto o jogo solo quanto o em grupo.
A vocação foi projetada para ocupar um espaço exclusivo dentro do universo de Tibia, sem tornar as vocações existentes obsoletas, promovendo novas estratégias e composições de equipe. Os testes abertos para o Monk começaram em 25 de fevereiro de 2025, com o lançamento oficial previsto para o segundo trimestre do mesmo ano.
A chegada do Monk representa uma das maiores mudanças nas classes jogáveis de Tibia desde sua criação, trazendo renovação e novas dinâmicas para a comunidade do jogo.

## Características gerais
Tibia é um jogo que pode ser jogado gratuitamente por tempo indeterminado, porém, há a opção de se obter uma assinatura que oferece ao jogador acesso exclusivo à: áreas de caça, magias, roupas (outfits) etc., o que pode facilitar o jogador a ganhar mais pontos de experiência e ter maior satisfação no jogo em relação àqueles que não têm a assinatura.
Os gráficos do jogo são em duas dimensões no estilo pixel art, apresentando pouquíssimos detalhes, sendo possível notar com facilidade os 'pixels' da tela. Em 1999 havia um texto na página do jogo informando que "O som definitivamente será implementado. Isso tomará algum tempo, mas as faixas de som podem ser compostas nesse meio tempo. O formato será MIDI". Até 27 de setembro de 2022, Tibia não tinha som, apenas textos como onomatopeias indicando o som de alguma criatura ou instrumento musical. Durante a celebração de 25 anos do jogo, foi anunciado que o som seria incluído em 2022, e em 27 de setembro foi lançada uma atualização incluindo diversos sons, músicas ambientes, e um hino para o jogo.
Diferentemente dos RPGs de console, Tibia não possui um objetivo predeterminado a ser alcançado: os jogadores determinam a forma como desejam seguir as suas aventuras assim como outros jogos de MMORPG, e o mundo continua existindo e mudando mesmo que os jogadores não estejam lá. Quando um jogador entra no mundo, ele é representado por um personagem ou avatar (chamado no jogo de character). Tudo o que acontece com um jogador é registrado no servidor em tempo real, assim, quando ele voltar, o seu personagem estará com os mesmos atributos e características de quando saiu.
O primeiro jogador de Tibia apenas veio cinco dias depois do jogo ser lançado, ele se chamava Albe e entrou no dia 10 de janeiro de 1997.
O jogo possui múltiplos mundos, cujos servidores estão localizados na Europa, América do Sul, e América do Norte. Os mapas e os locais de cada um desses mundos são os mesmos, o que muda de um para outro são algumas regras de combate jogador contra jogador e a comunidade de jogadores.
Cada personagem pode explorar o universo do jogo, enfrentar diversos inimigos controlados pelo computador, e interagir com outros jogadores, seja em batalhas PvP ou formando grupos para completar missões juntos.
O jogo teve o seu máximo de jogadores online simultaneamente em novembro de 2007, atingindo o número de 64.028 jogadores conectados simultaneamente. Em uma entrevista, Stephan Vogler afirmou que até 2021, Tibia teve mais de 650 mil jogadores ativos.
Em 2001 havia textos na página do jogo dizendo que na fase final do projeto de Tibia o código dos servidores e o protocolo de comunicação do jogo seriam publicados.

## Principais locais
No Tibia existem diversas cidades, entre elas, algumas de importância relativamente grande em Tibia. Essas cidades se localizam em diversos locais do continente do jogo (conhecido dentro do jogo como Main) ou em alguma ilha próxima.
Para viajar de uma para outra se pode ir a pé, ou usar algum meio de transporte (barco ou tapete mágico). Contudo há cidades onde apenas pode se chegar usando algum meio de transporte e apenas jogadores com Premium Account podem usá-los (a exceção da balsa que leva às Ice Islands, que todos podem usar), o que significa que tais locais são de acesso apenas para esses jogadores.

### Cidades de acesso gratuito
- Ab'Dendriel, ao norte do continente Tibiano. A cidade dos elfos
- Carlin, ao noroeste do continente Tibiano. Governada por mulheres que tomaram o controle da cidade em revolta à capital do mundo, Thais
- Venore, no sudeste do continente Tibiano. Uma grande cidade de mercadores
- Thais, a mais antiga cidade, localizada no sudoeste do continente Tibiano. É considerada a capital de Tibia
- Kazordoon, no centro do continente Tibiano. A cidade dos anões, que prosperam através da mineração e artesanato
- Rookgaard, antiga ilha introdutória do jogo. Ainda pode ser acessada por meio de NPCs na nova ilha inicial, Dawnport
- Dawnport, atual ilha introdutória para novos jogadores, onde os mesmos podem testar todas as classes para verem qual é a melhor escolha para si

### Cidades de acesso premium
- Ankrahmun, ao sul do continente de Darama. Formada por pirâmides e governada por um faraó morto-vivo, Arkhothep
- Darashia, ao norte do continente de Darama.
- Edron, localizada em uma ilha de mesmo nome. Foi inicialmente criada como uma colônia de Thais
- Liberty Bay, localizada na ilha de Vandura, no arquipélago das Shattered Isles. Originalmente fundada por piratas
- Port Hope, localizada na floresta que fica ao oeste do continente de Darama. Colônia de Thais
- Svargrond, localizada em Hrodmir, a maior das ilhas de gelo do norte. Constantemente sob neve devido às baixas temperaturas
- Yalahar, localizada em uma ilha no extremo norte. Criada pelos Yalahari, uma raça antiga e muito inteligente.
- Farmine, localizada no subterrâneo do continente de Zao.
- Gnomebase, localizada no subterrâneo do continente principal. É habitada por gnomos
- Gray Beach, localizada no continente de Quirefang. É infestada por insetos ao norte, e por uma raça de criaturas marinhas
- Krailos, localizada ao norte do continente de Oramond
- Rathleton, localizada no continente de Oramond. A cidade descobriu a substância "glooth", e através dela consegue maior parte de sua riqueza e progresso
- Roshamuul, ilha localizada ao leste de Darama. Completamente destruída por uma grande batalha no passado, é infestada por criaturas demoníacas
- Issavi, localizada na ilha de Kilmaresh, ao nordeste de Krailos. Construída muito tempo atrás, após um evento catastrófico que separou a ilha em vários pedaços menores

## Mercado e comunidade
A comunidade de Tibia conta com empresas especializadas na comercialização de moedas virtuais (Tibia Coins) e itens raros. Um exemplo notável é a empresa brasileira Rei dos Coins, fundada em 2015, que se destacou ao conquistar a "Tríade" de itens lendários do jogo — Crown, Magic Longsword e Blessed Shield — itens extremamente raros e únicos em Tibia. Esses itens são exibidos em uma casa ao norte do Depot de Thais no servidor Lutabra, reforçando a reputação da empresa no mercado de Tibia Coins e na comunidade do jogo.